# Igby
Igby (Igby Goes Down) è un film del 2002 scritto e diretto da Burr Steers.

## Trama
Il film tratta del diciassettenne Igby Slocumb e della sua visione del mondo. L'esperienza di vita, raccontata in modo amabilmente inglese, si traduce in una sorta di quieta disperazione intrecciata però alla forza vivida dei triangoli amorosi e delle questioni familiari: la malattia fisica della madre, quella psichica del padre, la presunta superiorità del fratello, l'untuosità del padrino e la sordidità delle sue relazioni, e l'incontro con una splendida quanto originale ragazza bionda.

## Personaggi
- Kieran Culkin, interpreta "Jason "Igby" Slocumb Jr."
- Rory Culkin, interpreta Igby all'età di 10 anni
- Claire Danes, interpreta "Sookie Sapperstein"
- Jeff Goldblum, interpreta "D.H Banes"
- Bill Pullman, interpreta "Jason Slocumb Sr."
- Susan Sarandon, interpreta "Mimi Slocumb"
- Ryan Phillippe, interpreta "Oliver "Ollie" Slocumb"
- Bill Irwin, interpreta "Lt. Ernest Smith"
- Jared Harris, interpreta "Russell"
- Amanda Peet, interpreta “Rachel”, l’amante di D.H Barnes
- Celia Weston, interpreta "Bunny", Mrs. D.H Barnes
- Cynthia Nixon, interpreta "Mrs. Pigee"
- Eric Bogosian, interpreta "Mr. Nice Guy"
- Jim Gaffigan, interpreta il manager di Hilton
- Gore Vidal, interpreta un Prete Cattolico
- Gregory Itzin, interpreta l'elogiatore (non accreditato)

## Produzione
Igby è stato filmato interamente a New York City, includendo Central Park, Washington Square Park e SoHo.
È stato uno degli ultimi film a mostrare in video il World Trade Center.

## Riconoscimenti
- 2003 - Golden Globe
  - Candidatura al miglior attore in un film commedia o musicale a Kieran Culkin
  - Candidatura alla migliore attrice non protagonista a Susan Sarandon